# Stuart Dryburgh
Stuart Dryburgh (Londra, 30 marzo 1952) è un direttore della fotografia neozelandese.
Con Lezioni di piano (The Piano) ha ricevuto una nomination per l'Oscar alla migliore fotografia e vinto la Rana d'oro al festival Camerimage.

## Filmografia
- Un angelo alla mia tavola (An Angel at My Table), regia di Jane Campion (1990)
- Lezioni di piano (The Piano), regia di Jane Campion (1993)
- Once Were Warriors - Una volta erano guerrieri, regia di Lee Tamahori (1994)
- La famiglia Perez (The Perez Family), regia di Mira Nair (1995)
- Stella solitaria (Lone Star), regia di John Sayles (1996)
- Ritratto di signora (The Portrait of a Lady), regia di Jane Campion  (1996)
- Marlowe - Omicidio a Poodle Springs (Poodle Springs), regia di Bob Rafelson (1998)
- Terapia e pallottole (Analyze This), regia di Harold Ramis (1999)
- Se scappi, ti sposo (Runaway Bride), regia di Garry Marshall (1999)
- Il diario di Bridget Jones (Bridget Jones's Diary), regia di Sharon Maguire (2001)
- Kate & Leopold, regia di James Mangold (2001)
- La regola del sospetto (The Recruit), regia di Roger Donaldson (2003)
- The Extreme Team, regia di Leslie Libman (2003)
- Un bellissimo paese (The Beautiful Country), regia di Hans Petter Moland (2004)
- In My Father's Den, regia di Brad McGann (2004)
- Æon Flux - Il futuro ha inizio (Æon Flux), regia di Karyn Kusama (2005)
- Il velo dipinto (The Painted Veil), regia di John Curran (2006)
- Sapori e dissapori (No Reservations), regia di Scott Hicks (2007)
- The Girl in the Park, regia di David Auburn (2007)
- Alla ricerca dell'isola di Nim (Nim's Island), regia di Jennifer Flackett e Mark Levin (2008)
- Amelia, regia di Mira Nair (2009)
- The Tempest, regia di Julie Taymor (2010)
- Le paludi della morte (Texas Killing Fields), regia di Ami Canaan Mann (2011)
- Ma come fa a far tutto? (I Don't Know How She Does It), regia di Douglas McGrath (2011)
- Emperor, regia di Peter Webber (2012)
- I sogni segreti di Walter Mitty (The Secret Life of Walter Mitty), regia di Ben Stiller (2013)
- Blackhat, regia di Michael Mann (2015)
- Alice attraverso lo specchio (Alice Through the Looking Glass), regia di James Bobin (2016)
- The Great Wall, regia di Zhāng Yìmóu (2016)
- Gifted - Il dono del talento (Gifted), regia di Marc Webb (2017)
- Sempre amici (The Upside), regia di Neil Burger (2017)
- Ben is Back, regia di Peter Hedges (2018)
- Men in Black: International, regia di F. Gary Gray (2019)
- Fallout – serie TV (2024)